# Schwerini kastély
A schwerini kastély Mecklenburg-Elő-Pomeránia székhelyének, Schwerinnek a központjában, a Schwerini-tó egyik szigetén található. A tartományi parlamentnek is otthont adó épület múzeumként működik, korábban pedig évszázadokig az obodriták székhelye volt. A kastély Mecklenburg-Elő-Pomeránia több mint 2000 kastélya és kúriája közül a legismertebbnek és legpompásabbnak számít.
A évek során fokozatosan bővülő építmény egy 965 körül a szigeten létesített szláv várra épült. A mai kastély, amely Európa egyik legjelentősebb romantikus historizáló építményeinek számít, az 1845-1857 közötti többszöri át- és újjáépítések során nyerte el jelenlegi formáját. Olyan jelentős építészek dolgoztak a munkálatokon, mint Georg Adolf Demmler, Gottfried Semper, Friedrich August Stüler és Ernst Friedrich Zwirner. Munkájukat többek között francia reneszánsz kastélyok (pl. a Loire-völgyi Chambord-kastély) inspirálták.
Romantikus megjelenése és a látogatókra tett hatása miatt a kastélyt „észak Neuschwanstein-jaként” is emlegetik, és 2024. óta az UNESCO világörökségi része.

## Története

### Középkor

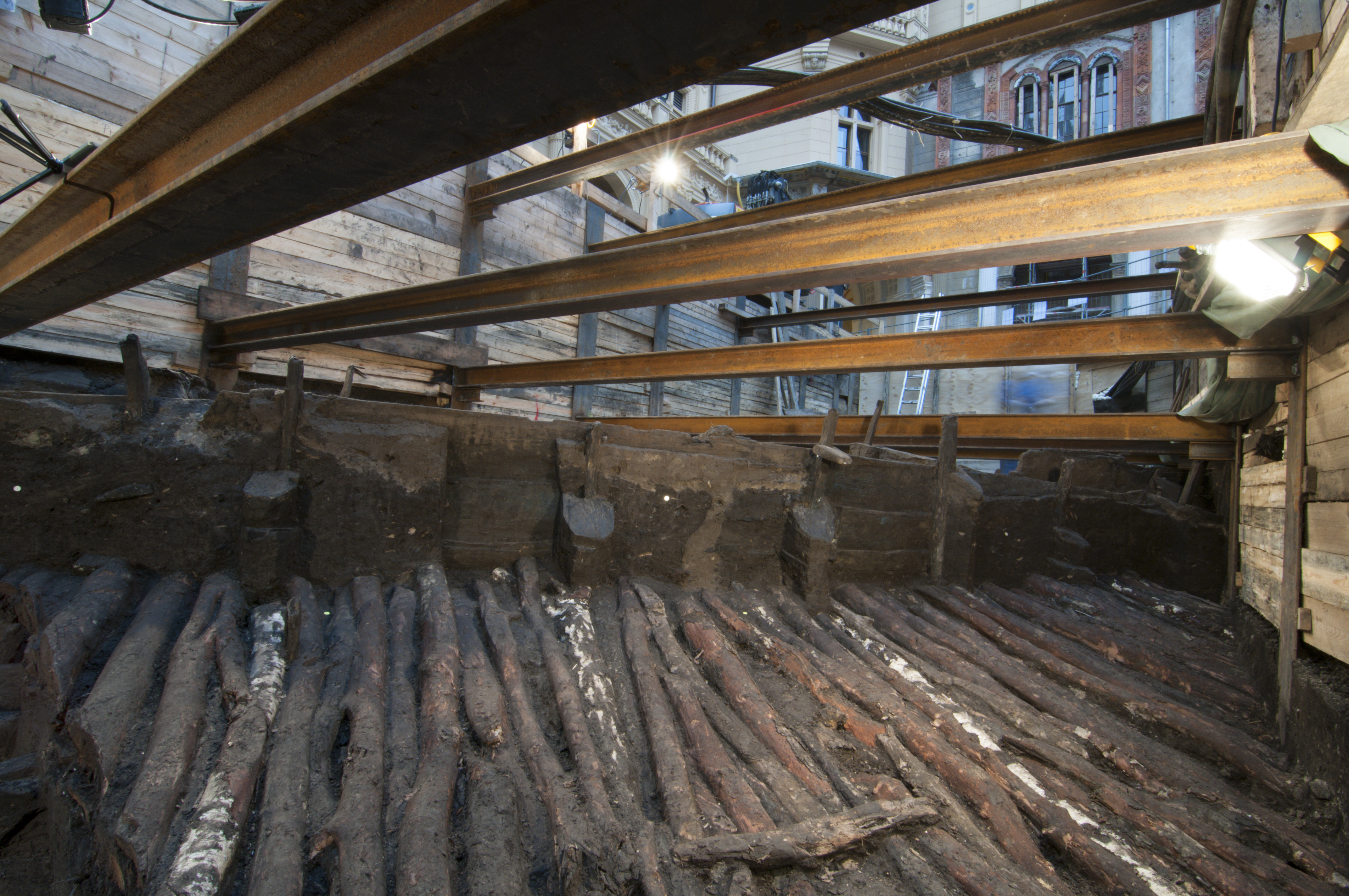
A szláv várfal egy része 965-ből

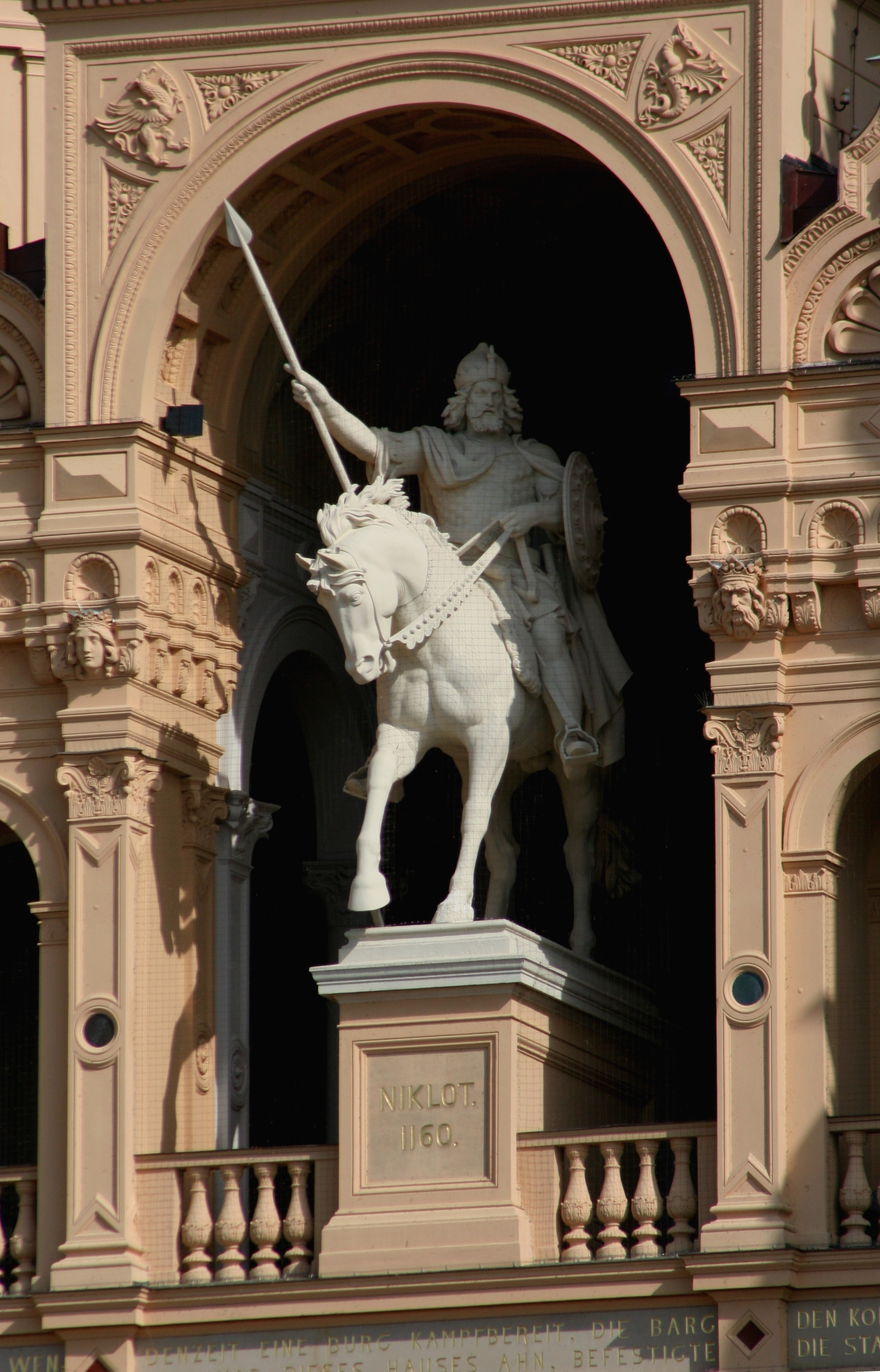
I. Niklot lovasszobra a főbejárat fölött

A 965-ben Magdeburgból Weligrad várába (Mecklenburg vára) utazó andalúziai arab kereskedő, Ibrahim Ibn Jakub egy még épülőfélben lévő várról tudósít a 973-ban írott feljegyzéseiben. A szigeten található várról szóló leírás valószínűleg egy obodrita határvárra utal, mely a mai kastélyszigeten állt. Ezt alátámasztó leletek kerültek elő 1987-ben, majd 2014-ben az Ibrahim Ibn Jakub által is említett vár maradványai is láthatóvá váltak a kastély belső udvarán tartott ásatások során. A Német Régészeti Intézet dendrokronológiai vizsgálatai kiderítették, hogy a felszínre került fadarabok alapján a korabeli erődítmény 962 és 974 között épülhetett. A mai kastély kiterjedését csak egy második, később elkészült várfal érte el.
1160-ban a Oroszlán Henrik és általa vezetett német hűbérurak kelet felé terjeszkedtek, ekkor többek között a schwerini vár meghódítása is a célok között szerepelt. A Niklot vend herceg által vezetett várvédők látva a közelgő hódítókat, elpusztították az erődítményt és elhagyták azt. A németek azonban felismerték a hely stratégiai jelentőségét, és újra felépítették az erődöt, és ugyanabban az évben megalapították a várost is. Az építmény szerepe felértékelődött, amikor püspöki rezidenciává vált. 1167-ben Oroszlán Henrik Niklot fiának, Pribiszlávnak birtokaival egyetemben vazallusának, I. Gunzelinnek ajándékozta a kastélyt.
1358-ban a grófságot II. Albert, Niklot leszármazottja vásárolta meg, és Wismarból áthelyezte rezidenciáját a szigetre. A késő gótika idején megváltozott a hercegi székhelyek lakáskultúrája és térigénye, illetve fontossá vált, hogy a kastélyok reprezentatívak legyenek. Ezért az erődítmények átalakultak kastélyokká, így a schwerini szigeten is hasonló folyamatok mentek végbe. Az akkoriban létesített épületrészek közül ma már csak az úgynevezett „Püspökház” (Bischofshaus) áll a tóparti oldalon.

### Korai újkor

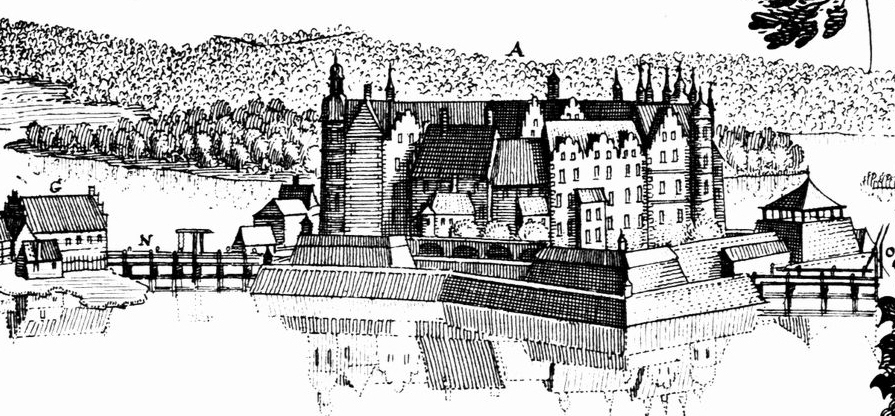
A kastély 1651 előtt

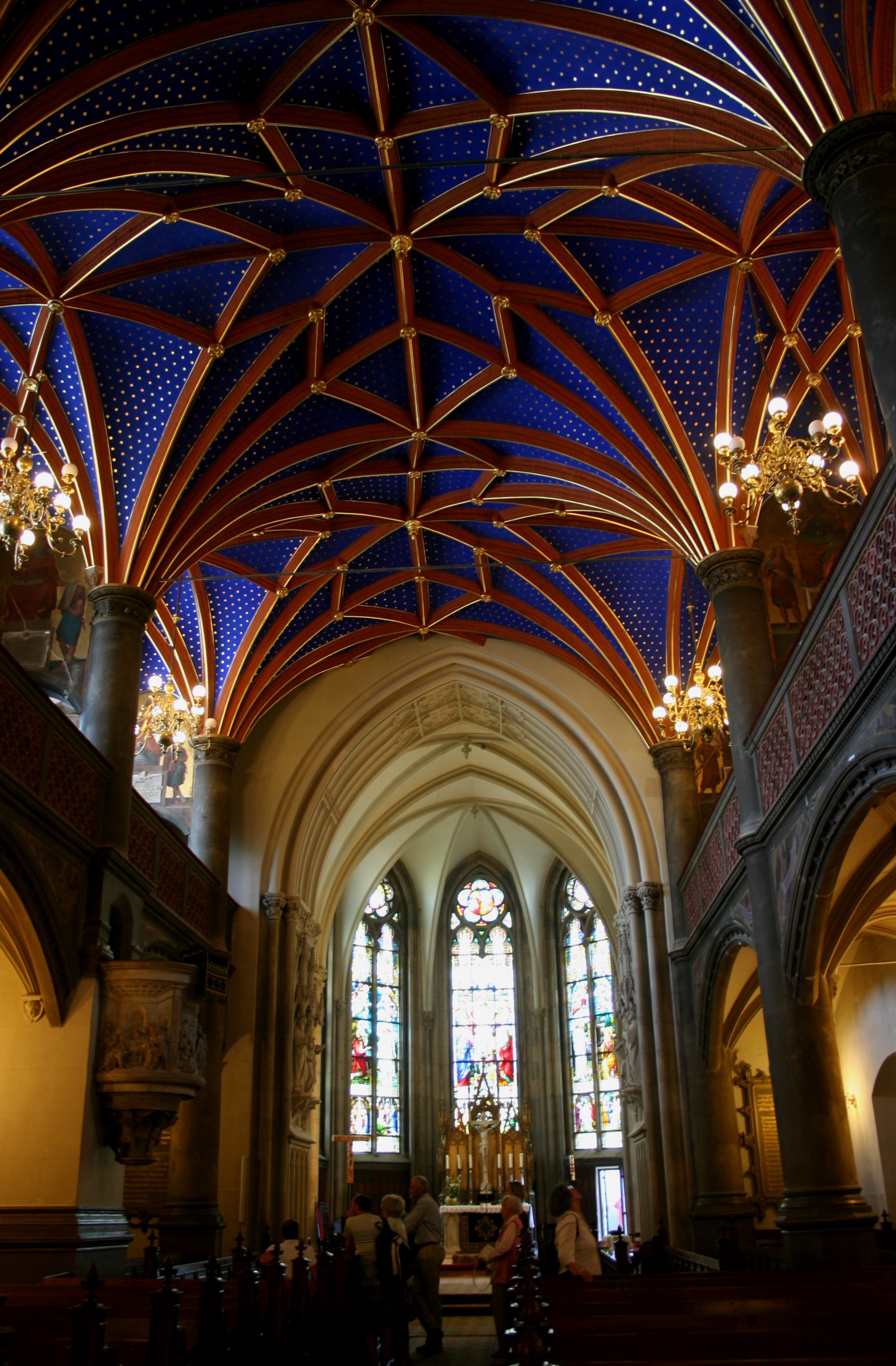
A kastély templomának neogótikus belseje

A vörös terrakotta táblákból álló homlokzatdíszek csak a 16. század közepén uralkodó I. János Albert herceg idejében váltak a kastély ékeivé, amikor az északról kapcsolódó „új hosszú ház” (Neue Lange Haus) 1553 és 1555 között átalakításra került. Az átalakítások során a kényelemre helyezték a hangsúlyt, a védelmi funkciók pedig háttérbe szorultak. A reneszánsz idején a terrakotta és az égetett tégla használata igen népszerű és elterjedt volt az északi német területeken, így a wismari fejedelmi udvar és a gadebusch-i kastély is hasonló elemekkel lett kiegészítve. Az építőanyagot a lübecki származású mester, Statius von Düren műhelye szállította. Pár évvel később I. János Albert elrendelte a kastély kápolnájának újjáépítését. Mecklenburg egyik első protestáns egyházi építményének számító kápolnát Christoph Haubitz építészmester vezetésével építették fel, és merőlegesen csatolták az „új hosszú házhoz”. 1560-1563 között elkészült a kápolna belső tere, melynek alaprajza négyzet formájú lett, és hosszát meg szélét karzatok szegélyezték. Utóbbiak drezdai és torgaui mintákat követtek. A velencei kora reneszánsz formavilágát idéző, homokkőből faragott udvar felőli kapu timpanonjára a keresztet hordozó Krisztus domborműve került. Ez a drezdai szobrász, Hans Walther műhelyéből származott. Az északi karzat ablakmélyedéseiben bibliai témájú alabástrom domborműveket helyeztek el, melyek között öt, az akkoriban igencsak ismert németalföldi szobrász, Willem van den Broeck (más néven Paludanus) műve. A 16. század közepe körül valószínűleg a Dömitzben Francesco a Bornau felügyelete alatt dolgozó olasz erődépítő mesterek erősíthették meg a kastély védelmi rendszerét: északnyugaton, délkeleten és délnyugaton elkészültek a bástyák, melyek többszöri átalakítások ellenére máig fennmaradtak.
Az 1612-ben mecklenburgi szolgálatba állt Gerhart Evert Pilooth építőmester a harmincéves háború előtt kidolgozta a kastély újjáépítésének tervét, mely a németalföldi reneszánsz stílusjegyeit viselte magán. Vezetésével 1617-ben megkezdődtek a munkálatok, azonban a háborús események miatt leálltak az építkezéssel. Tervei alapján 1635-1643 között megemelték konyha és a templom fölötti részeket, és a homlokzatokat németalföldi reneszánsz stílusban díszítették.

### Átalakítás 1700 és 1850 között

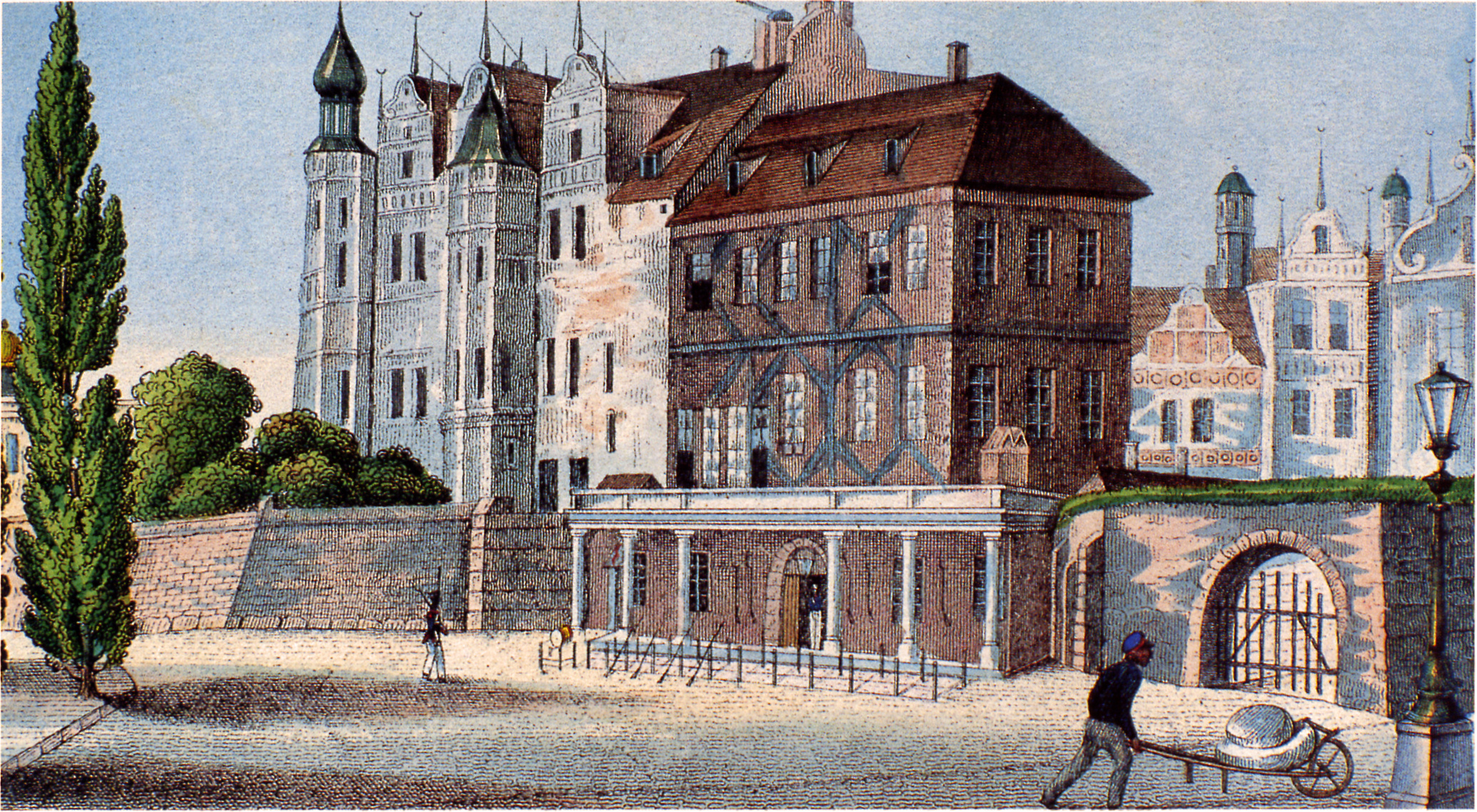
Kőnyomat 1845 környékéről

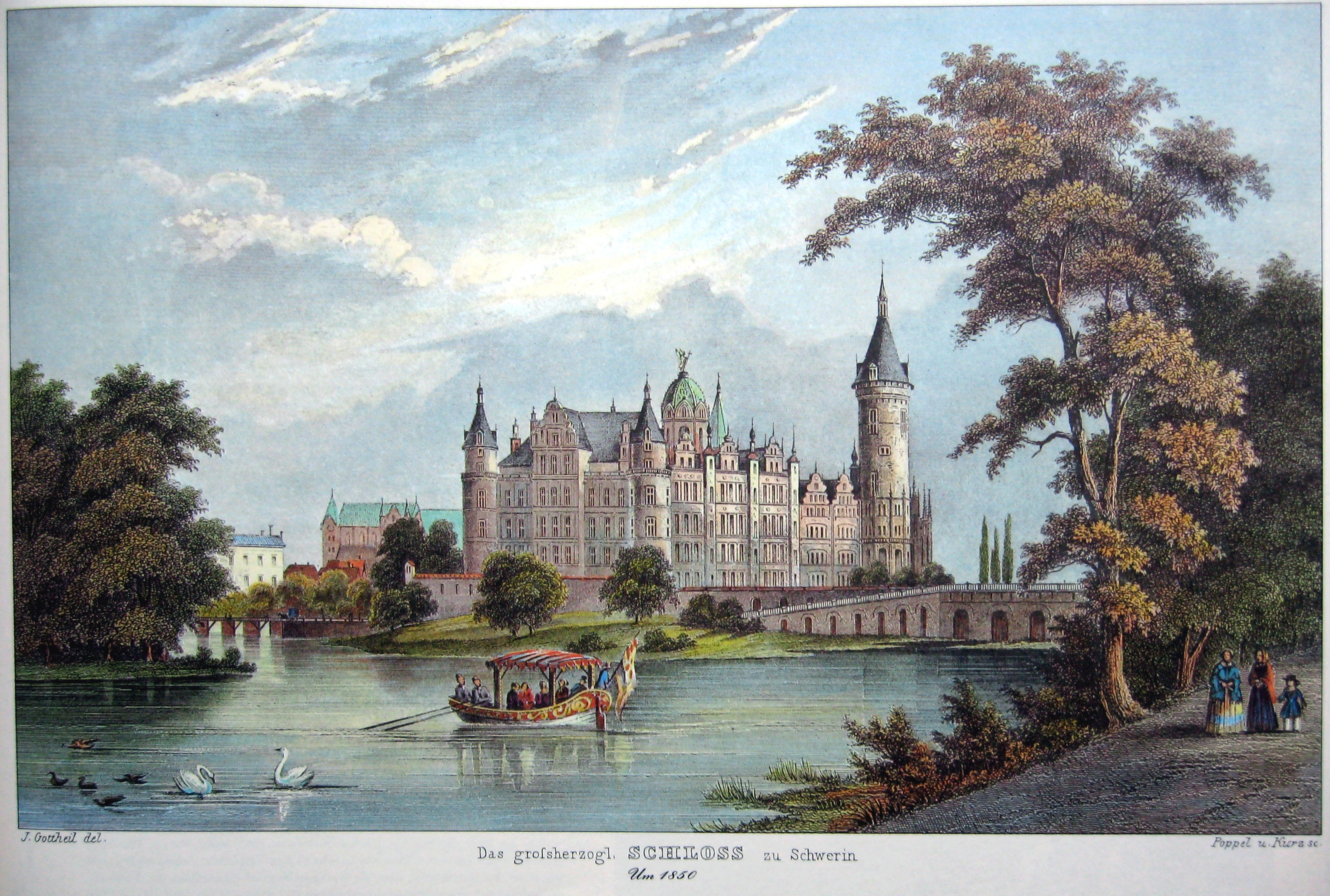
Fémmetszet 1850 környékéről

A 18. században a kápolna nyugati szárnya felől egy favázas építmény épült a hercegi festménygyűjtemény számára, illetve az északkeleti bástyánál a teapavilon került kialakításra, melynek lépcsőjére 1742-ben Johann Christoph Lücke szobrász négy puttót készített. 1764-ben, Frigyes uralkodása idején a hercegi udvar elköltözött, és az újonnan létesült ludwigslusti rezidenciába rendezkedett be.
Amikor 1835-ben a hercegi székhelyet visszahelyezték Schwerinbe, a kastély igen leromlott állapotban volt. Emellett a különböző stíluskorszakokból származó épületrészek és a hozzájuk kapcsolódó gazdasági egységek nem feleltek meg az uralkodó által támasztott igényeknek. Pál Frigyes ezért úgy döntött, hogy a kastélyszigettel átellenben fekvő Alter Garten-en, a mai múzeum helyén új kastélyt építtet. A Georg Adolf Demmler udvari építőmester tervei alapján megkezdett munkálatok azonban pár hónap után leálltak, mert az 1842-ben hirtelen elhunyt nagyherceg utódja, a 19 éves Frigyes Ferenc visszalépett elődje terveitől, és inkább a régi kastély és a sziget átfogó átalakítása mellett döntött.
Ez az átépítés eleinte az egész létesítményt érintette volna, később azonban Demmler tanácsára megóvták a tó felőli, 16. és 17. századból származó négy történelmi épületrészt. Az építtető szorgalmazta, hogy egy reprezentatív bejárati kapu épüljön a várost és a kastélyt összekötő úthoz. Demmler nem örült a feladatnak, hogy a kastélyt egy régebbi stílusban kell átépítenie. Az ide vonatkozó tervei, melyek a Windsori kastély, illetve Pilooth stílusát követték, nem feleltek meg a nagyhercegnek. Így 1843-ban a drezdai építészt, Gottfried Sempert felkérték egy konkurens tervre. Ez utóbbi sok dicséretet kapott ugyan, de mégsem került megépítésre. Ezzel párhuzamosan Demmler hosszabb tanulmányútra indult. A többek között francia példákat is tanulmányozó építész figyelembe vette az őt elkísérő Hermann Willebrand ötleteit, illetve Semper tanácsait is, amikor egy új vázlattal állt elő, mely alapjaiban véve a francia reneszánsz kastélyok (főleg a Chambord-kastély) stílusát követte.
Demmler felügyelte a kastély építési munkálatai mellett a híd elkészítését is, annak 1843-as lerombolásától egészen 1851-ig. Ezalatt igyekezett az építkezéseken résztvevő munkások munkakörülményeit is javítani. Baleset- és betegbiztosító takarékpénztárt hozott létre, és többször is kiállt a dolgozók igazságos bérezése mellett.

### 1850 és 1990 között

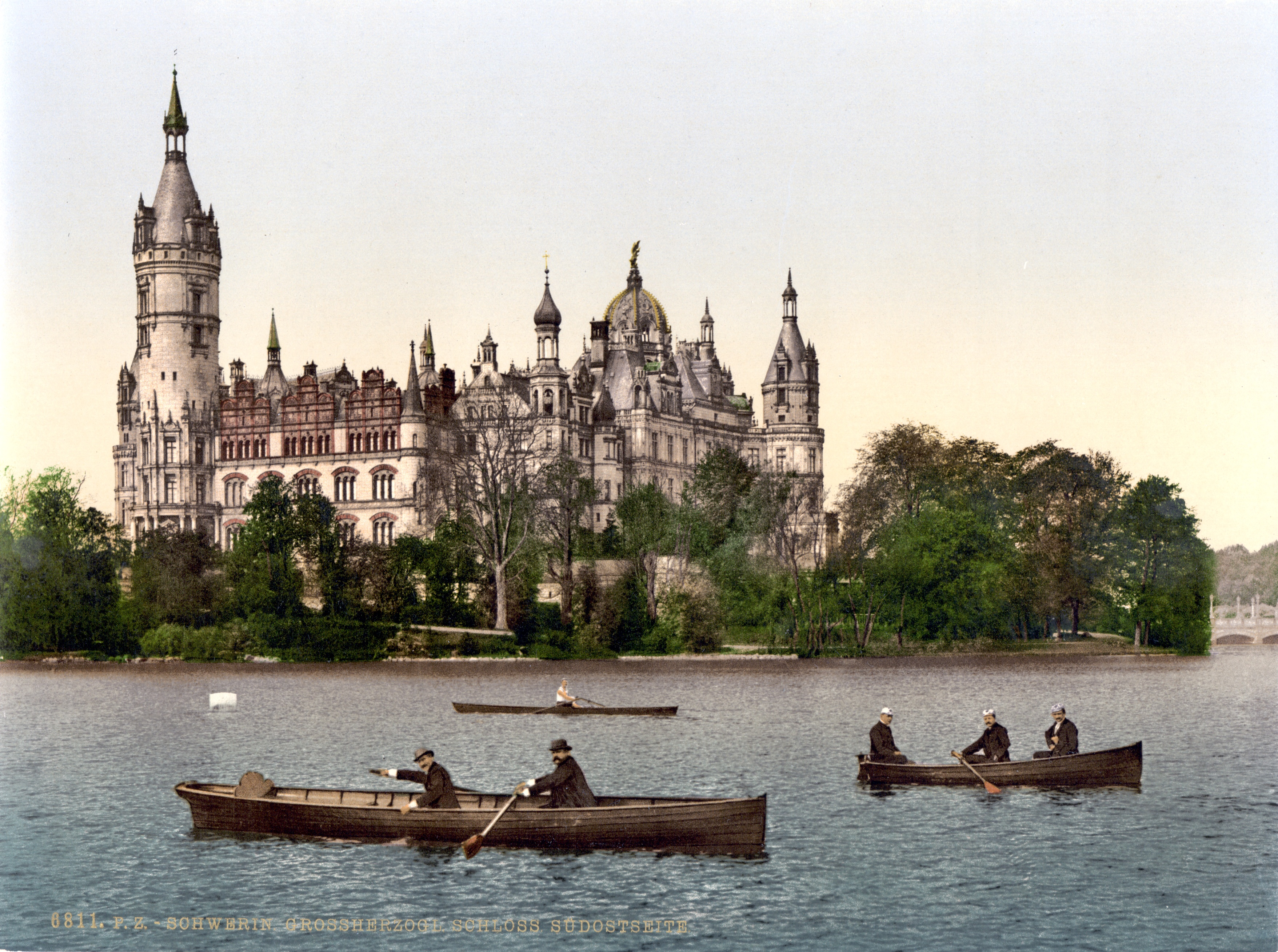
Fotókróm nyomat 1890–1905 környékéről

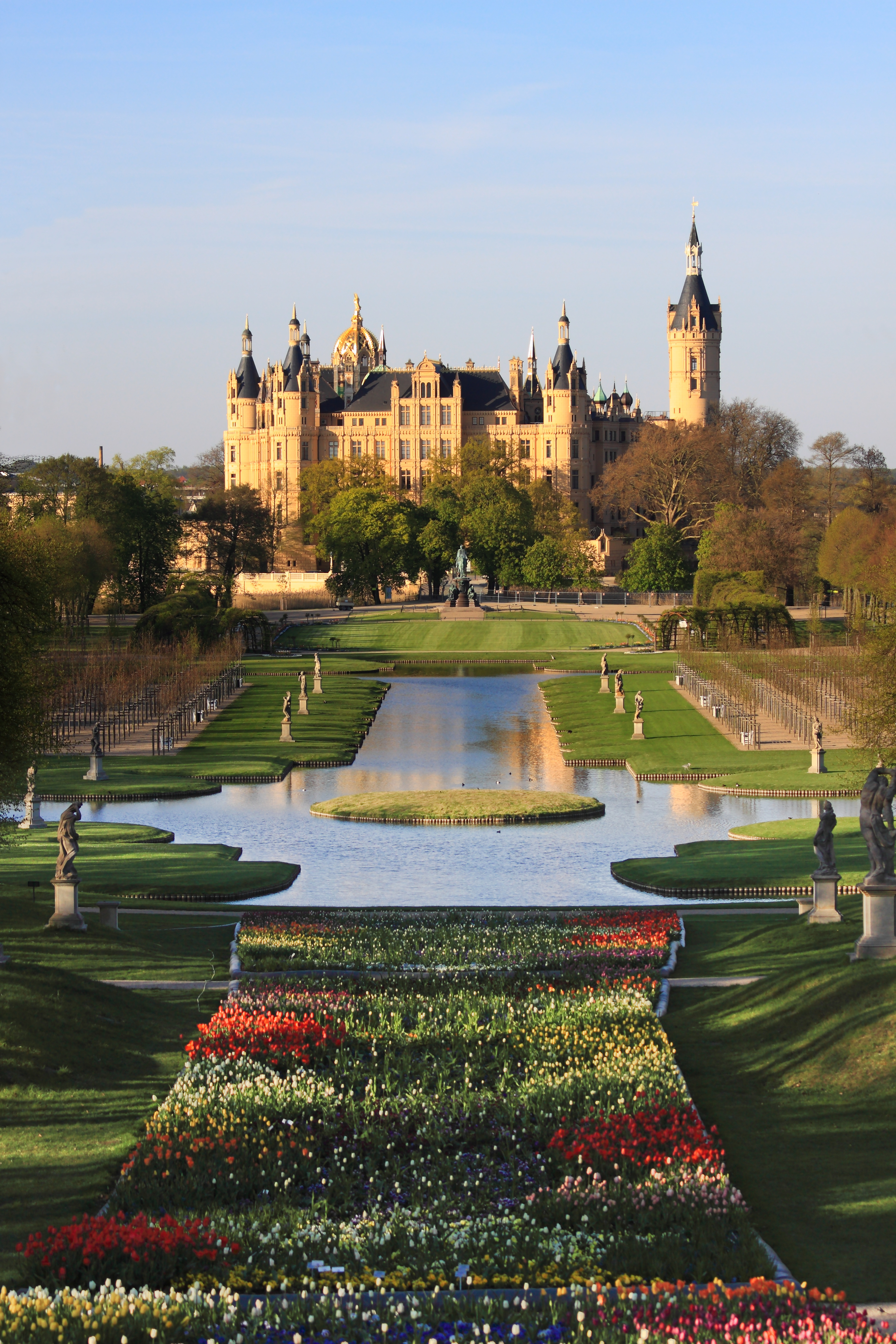
A kastélykert a kertészeti kiállítás idején (Bundesgartenschau 2009)

Demmler 1851-es távozása után a berlini Friedrich August Stüler vette át az építés vezetését. Jelentősen megváltoztatta elődje terveit: a város felőli oldalon több történelmi személyt ábrázoló szobrot és domborművet helyezett el, köztük a hatalmas Niklot-lovasszobrot is. Munkásságának megkoronázásaként a Demmler által megálmodott lámpás helyére egy díszes kupolát tervezett, melyen Mihály arkangyal látható. Egyes belsőépítészeti vázlatoknál Heinrich Strack is közreműködött. A szobrászati alkotások és díszek, illetve a berendezés nagy részét schwerini és berlini műhelyek szállították. A szobrászok között megemlíthető Christian Genschow, Gustav Willgohs, Heinrich Petters és Georg Wiese, a tervezők között pedig Albert Wolff is. Az ünnepélyes avatásra 1857 májusában került sor, mely alkalomra Friedrich von Flotow zeneszerző megalkotta a János Albert, Mecklenburg hercege (Johann Albrecht, Herzog von Mecklenburg) című operát.
1913. december 14-ről 15-ére virradó éjjel tűzvész pusztított a kastélyban, és az épület egyharmadát megsemmisítette. A Burgsee felőli épületszárny és a déli oldalon álló, kert felőli szárny is a lángok martalékává vált. Az Aranyterem és a gazdagon díszített központi lépcsőház teljesen elpusztultak. Utóbbit 1926 és 1931 között egy vörösmárványból készült lépcsővel helyettesítettek, melyet Paul Ehmig tervezett.
Amikor IV. Frigyes Ferenc Mecklenburg-Schwerin nagyhercege 1918-ban a novemberi forradalom eseményei miatt lemondott, a kastély csillaga is leáldozott. Az épület állami tulajdonba került, majd 1921-től több termet múzeummá alakítottak és a nagyközönség számára is látogathatóvá tettek. Így létesült egy kastélymúzeum, egy paraszti kultúrát bemutató múzeum és egy higiéniamúzeum, illetve egy régészeti leleteket bemutató tárlat is. Ezek mellett több irodát és egy rádióstúdiót is kialakítottak az épületben. A Harmadik Birodalom idején egy óvoda is a kastélyba költözött. A második világháború vége felé egy katonai kórházat is berendeztek az épület falai között. A háború után a megszálló szovjet katonai adminisztráció használta. Friedrich Schmidt építész tervei alapján 1948-ban a Burgsee felőli szárnyban a tartományi parlament számára üléstermet és kiszolgáló helyiségeket alakítottak ki. 1972-ben a korábbi Aranyteremben egy, a kor divatja szerint kialakított dísztermet rendeztek be. 1952-1981 között egy óvónőképző iskola használta a kastély jelentős részét. A történelmi múzeum 1993-ig a Burgsee felőli épületrészben kapott helyet. 1961 és 1994 között egy műszaki múzeum működött az Orangerie falain belül. 1974-ben megkezdődött a belső terek felújítása, majd újra művészeti múzeumként használták a kastélyt.
A rendszerváltozás után kiterjedt javítási munkák kezdődtek a kastély körül. 1989 végén kb. 25 kieli és környékbeli vállalat létrehozott egy alapítványt, mely 500 000 márkával támogatta a műemlék épület legszükségesebb javításait, mellyel megakadályozhatják a további állagromlást. 1990 áprilisában a schleswig-holsteini Raisdorfból (ma Schwentinental része) megérkezett az első építőanyag- és felszerelés-szállítmány is.

### 1990 után
1990 ősze óta a kastély Mecklenburg-Elő-Pomeránia Tartományi Parlamentjének is otthont ad. A múzeumként használt rész a Schwerini Állami Múzeumhoz (Staatliches Museum Schwerin) tartozik. A 283 m² nagyságú Aranytermet, mely az NDK-korszakban díszteremként működött, 2014 januárjától a tartományi parlament új üléstermeként használják. A kastélykert oldalán álló szárny felújítására mintegy 26 millió eurót különítettek el, ebből 7 milliót az ülésteremre fordítanak. A Dannheimer & Joos építésziroda tervei alapján zajló átépítés a 2016 őszén esedékes tartományi parlamenti választások után, 2017 januárjában fejeződik majd be.
2007 óta a kastély a német 2 eurós érme különkiadásán is megjelent, mivel a 2006-2007-es évben Mecklenburg-Elő-Pomeránia töltötte be Bundesrat (Szövetségi Tanács) elnöki tisztségét.
A 2009-es Szövetségi Kertészeti Kiállításra (Bundesgartenschau 2009) a kastélypark egyes részeit átalakították és restaurálták. 2007-ben a tartományi parlament elhatározta, hogy a kastély megpályázza az UNESCO világörökségi listára való kerülést, 2010-ben pedig a városi önkormányzat és a tartományi kormány is a kezdeményezés mellé állt. 2012 júniusában „Schwerini hercegi rezidencia épületegyüttes - A romantikus historizmus kultúrkörnyezete” (Schweriner Residenzensemble – Kulturlandschaft des romantischen Historismus) címmel benyújtották a német javaslati listára való felkerüléshez szükséges kérvényt. 2014. június 12-én a kérvényt elfogadták, így a kastély egyike lett a kilenc javasolt németországi helyszínnek.

## Kertek

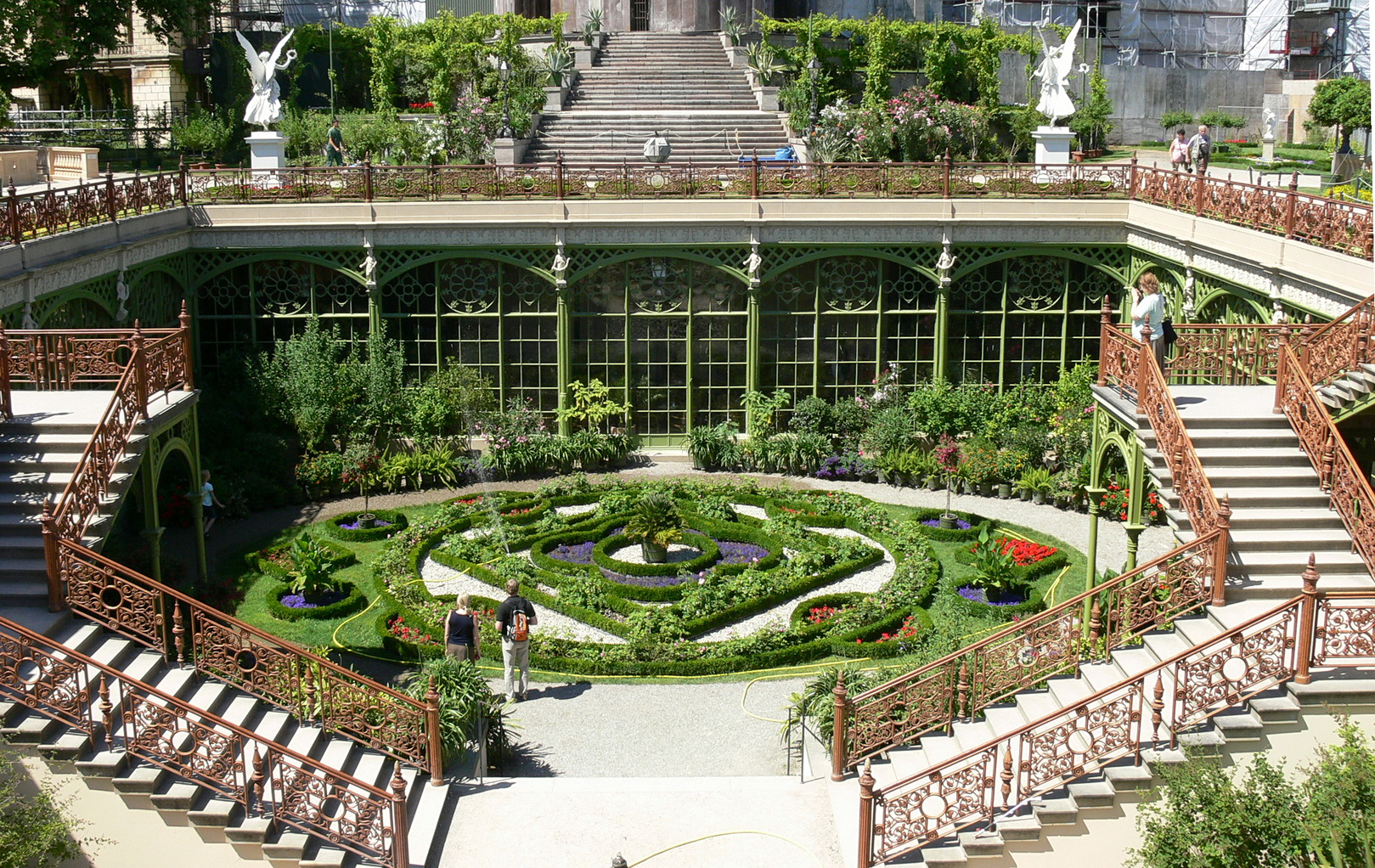
Az Orangerie

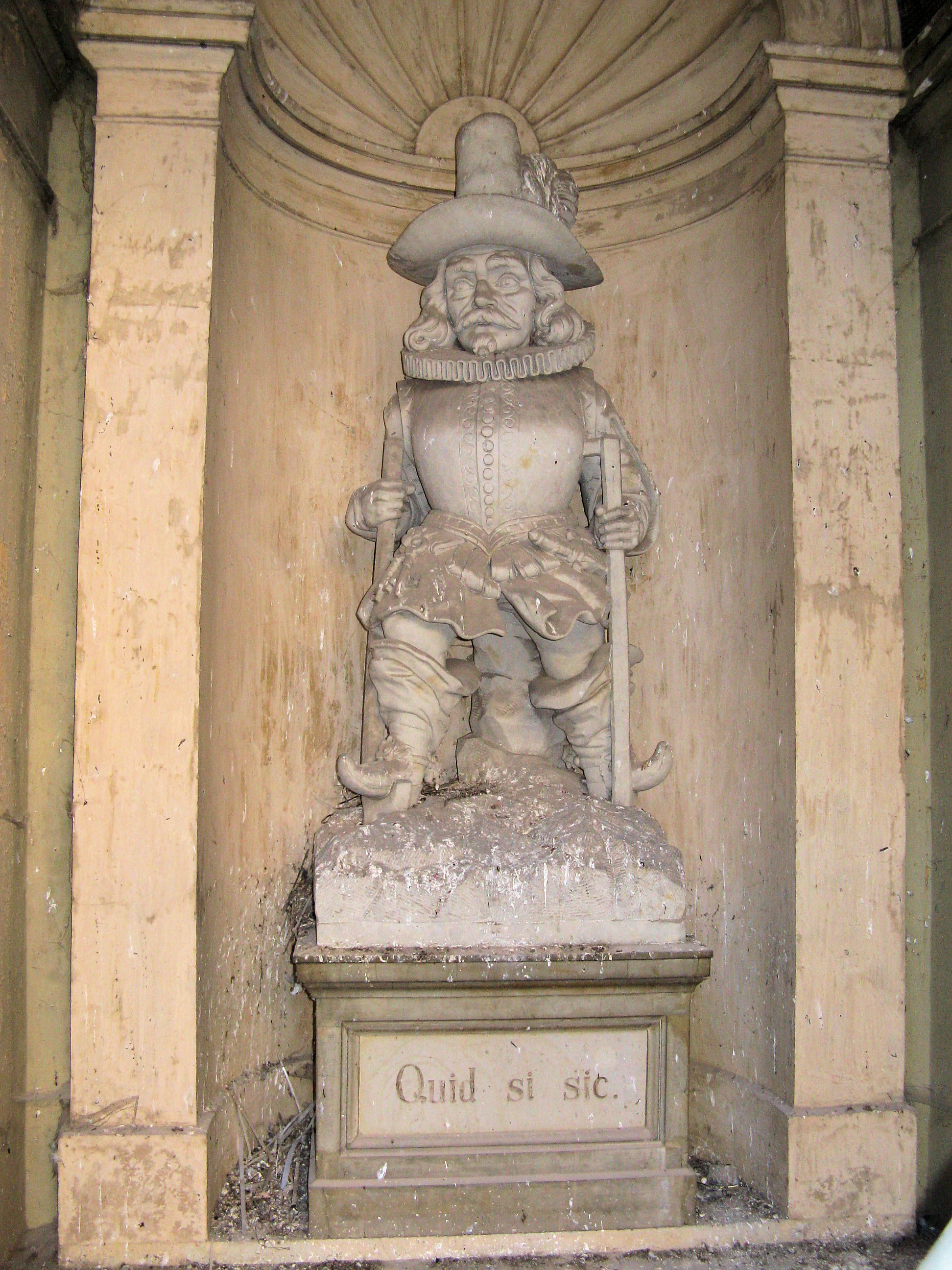
A Petermännchen-szobor

A schwerini kastélyt különböző, jellegzetesen kialakított kertek veszik körül. Ezeket a 2009-es Szövetségi Kertészeti Kiállításra rekonstruálták, illetve újraültették.

### Kastélykert
A kastélykert északról, a Schwerini-tótól és a Vár-tótól (Burgsee) egészen a délen található Fauler See-ig terjed. Közepén egy kereszt formájú csatorna található. Az egykori, az angol kertépítészet stílusában létesített kertet Peter Joseph Lenné tervezte. Itt alakították ki a 2009-es kertészeti kiállítás egyik részlegét, ahol a kertépítészet történeti korszakait ismerhette meg a közönség.

### Várkert
A várkert (Burggarten) a kastélyszigeten található, és két híd köti össze az óvárossal és a kastélykerttel. Ennek stílusa az 1857-es külalakot idézi. Középpontjában található az Orangerie (teleltető üvegház). Emellett angolkert, olasz reneszánsz stílusú teraszok és rózsakert is ékesíti a területet.

### A 21. század kertje
A 21. század kertje nevű rész a Vár-tó (Burgsee) körüli területet foglalta magába, és a kertészeti kiállítás bejárati részeként szolgált. A tavat 2007 áprilisa és augusztusa között déli irányba kotrással kibővítették, és egy úgynevezett „úszó mezőt” létesítettek, melyet egy híd köt össze a parton található, akácokkal beültetett területtel.
A tó déli partján egy, a kertészeti kiállításra készült, a villamosok megfordulására használt hurok, különböző karbantartó létesítmények és egy oszlopcsarnok is található.

## A kastély szelleme: „Petermännchen”
A kastély szelleme a Petermännchen névre hallgató kitalált figura, melynek történetét több, az évszázadok során hagyományozódó monda őrzi. A jelenkori rendezvényeken Petermännchen-nek öltözött személyek is fellépnek. A kastély udvari homlokzatán Heinrich Peters szobrászművész alkotása, egy Petermännchen-szobor látható.

## Galéria

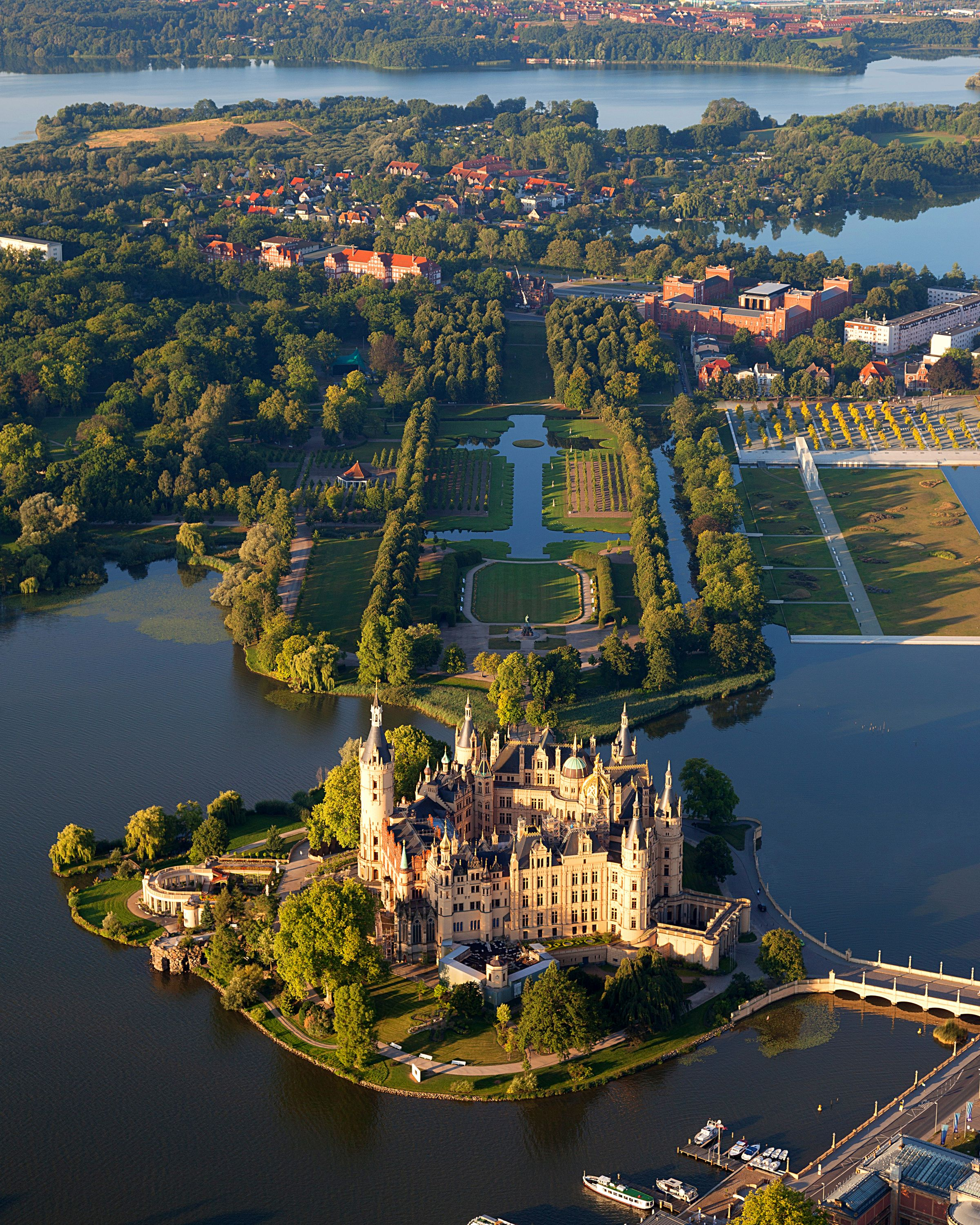
A kastély és környéke madártávlatból
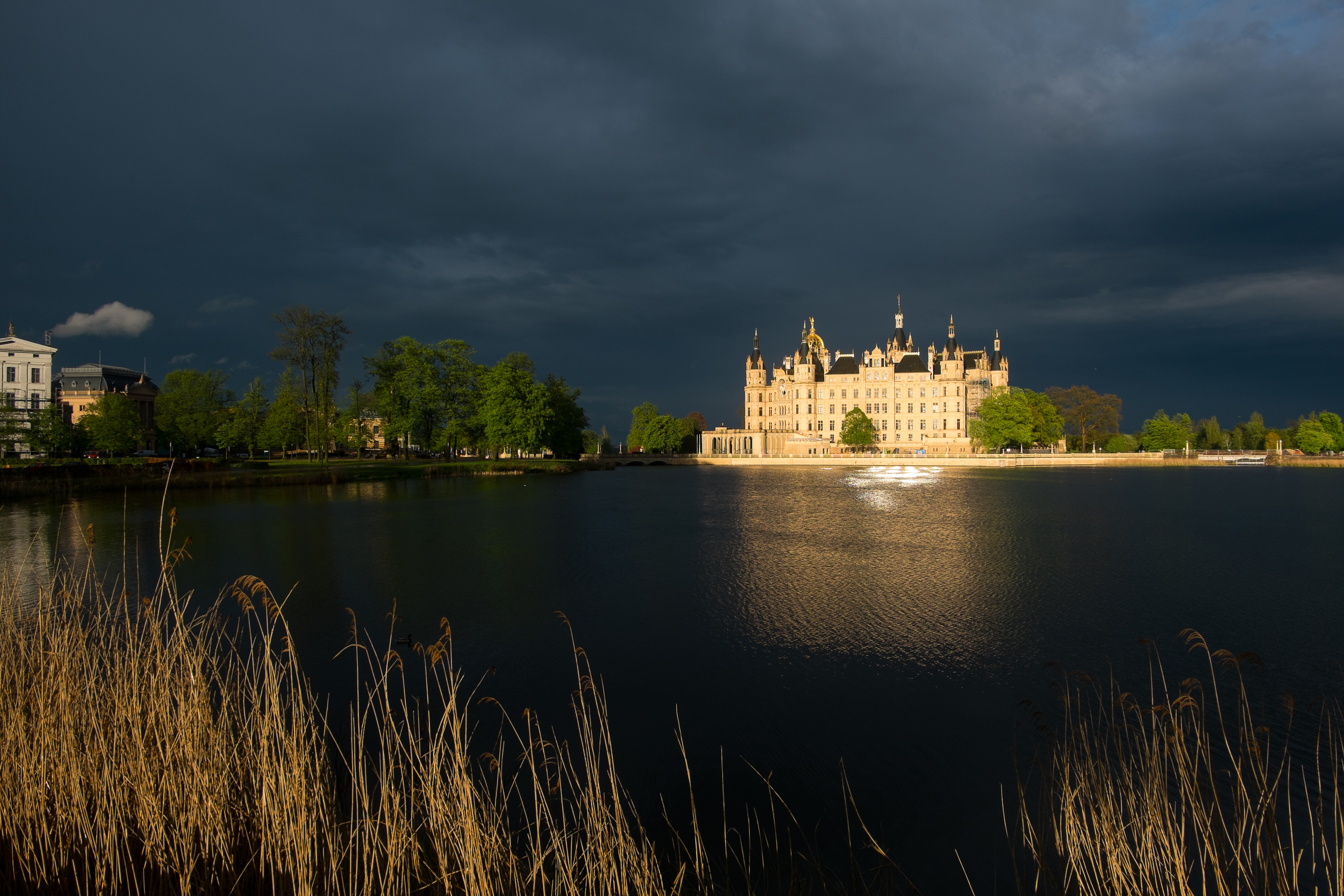
A kastély naplementekor
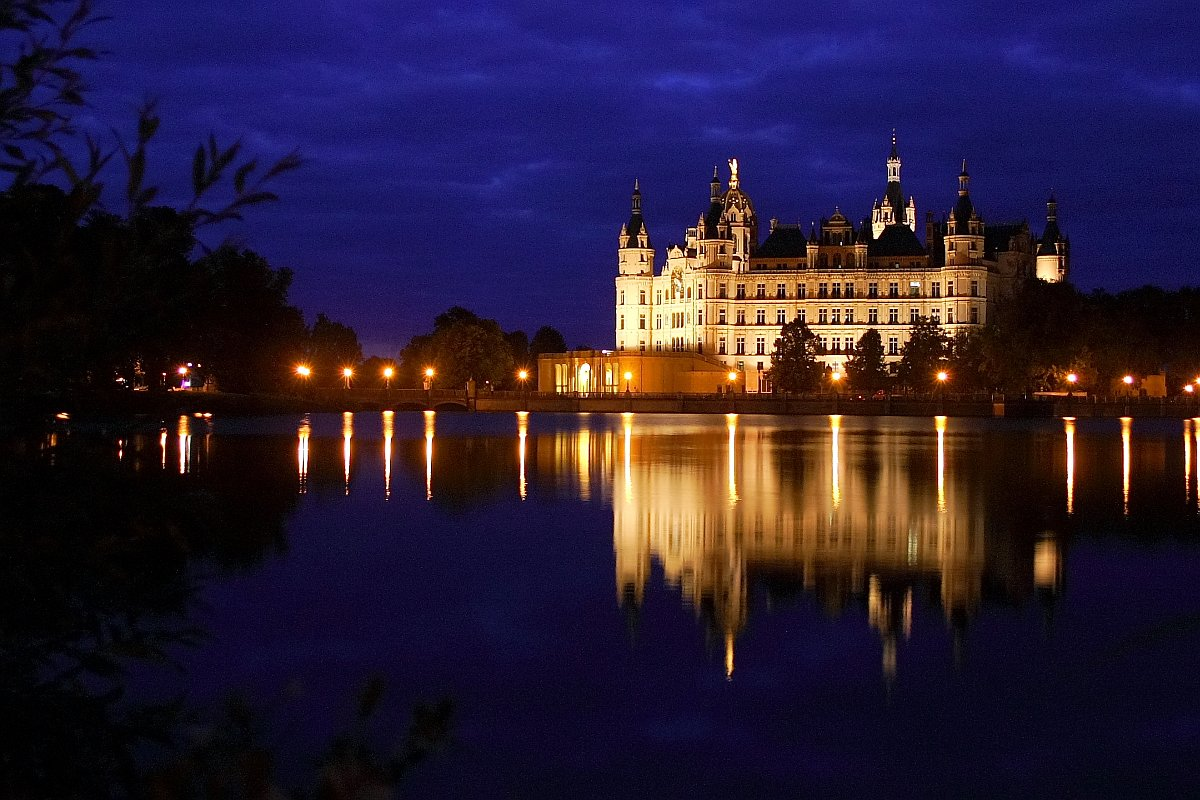
A kastély éjszakai megvilágításban
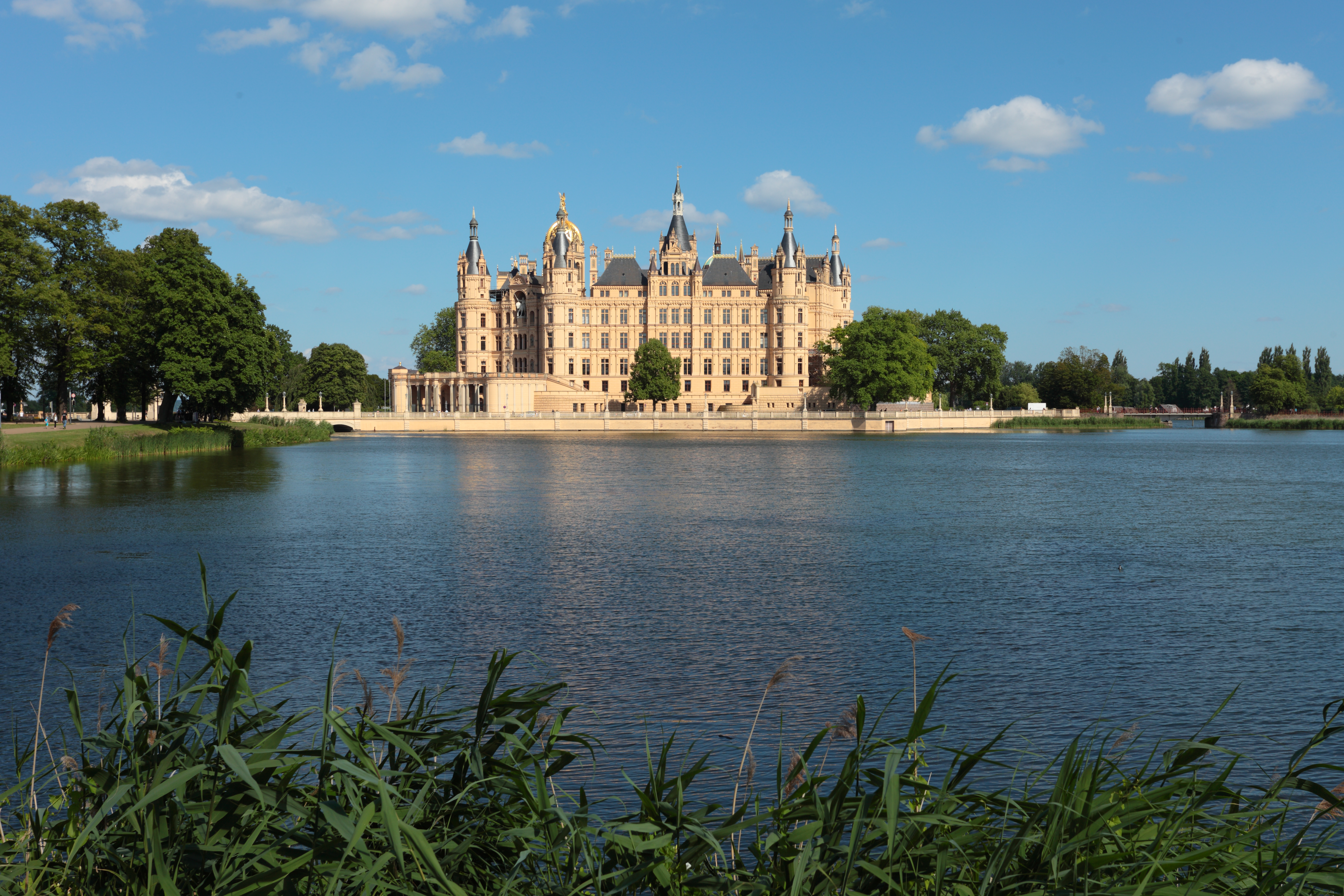
Az épület nyugati oldala
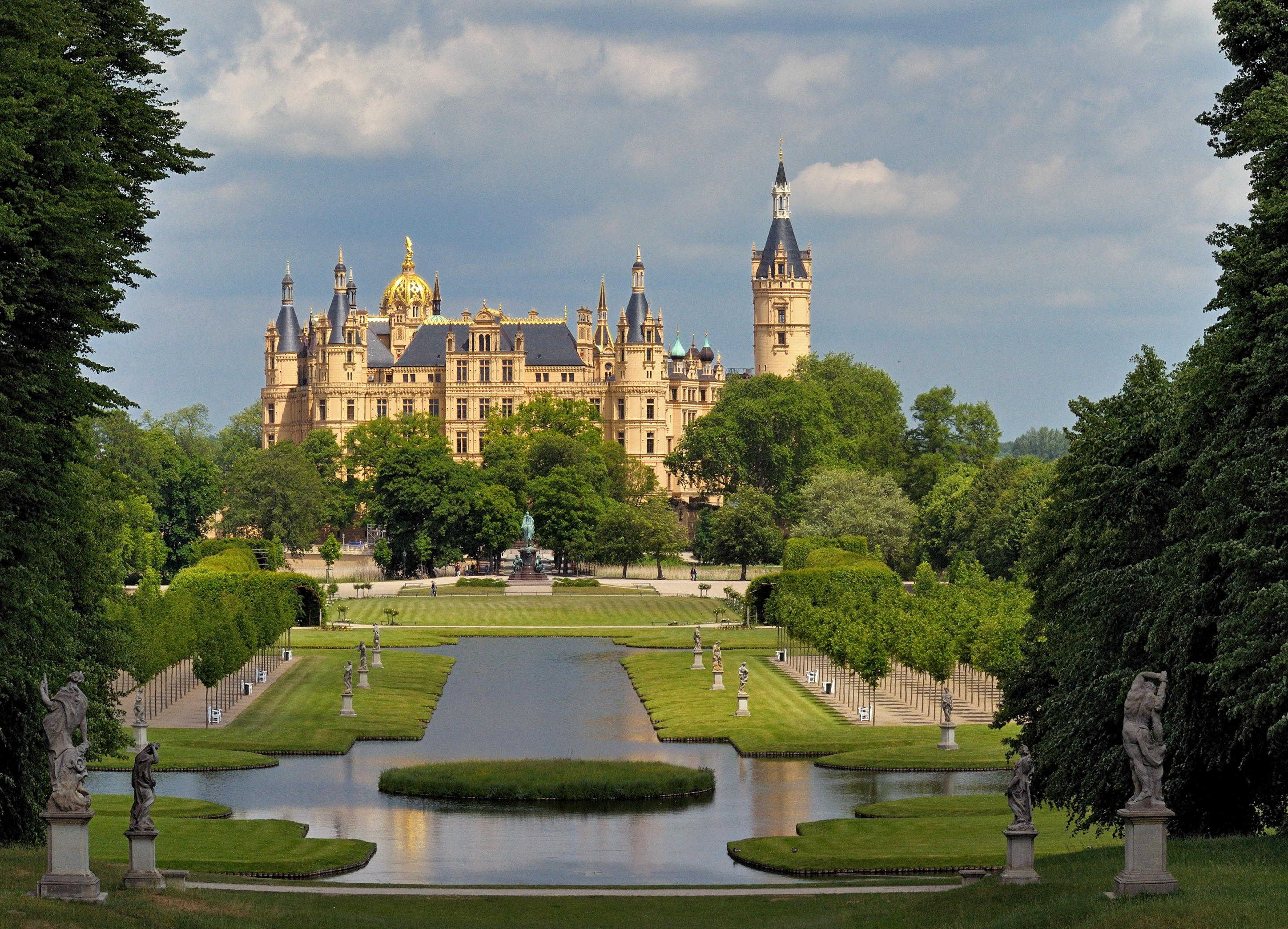
A kastély déli oldala és a kastélykert
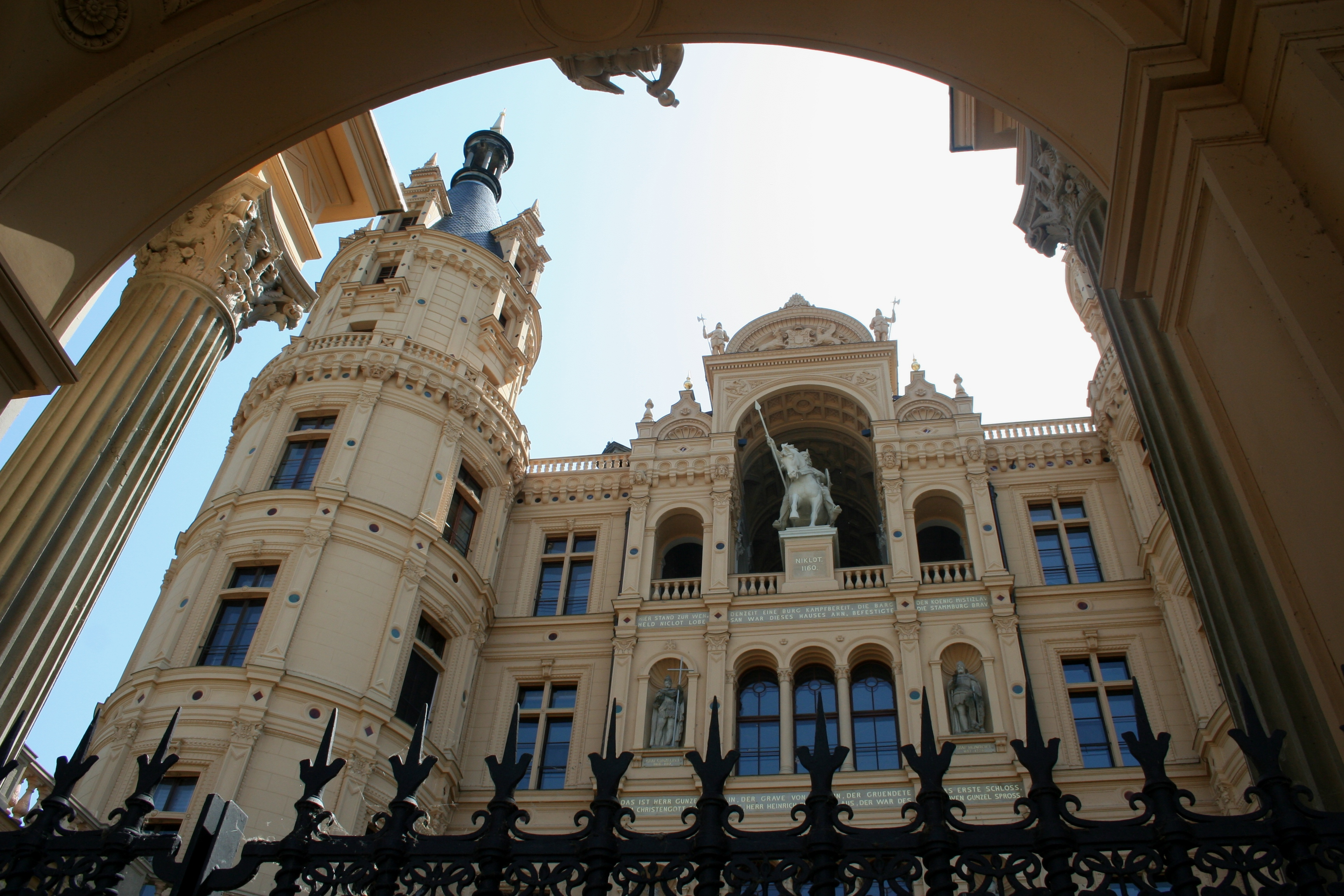
I. Niklot lovasszobra a főbejárat fölött
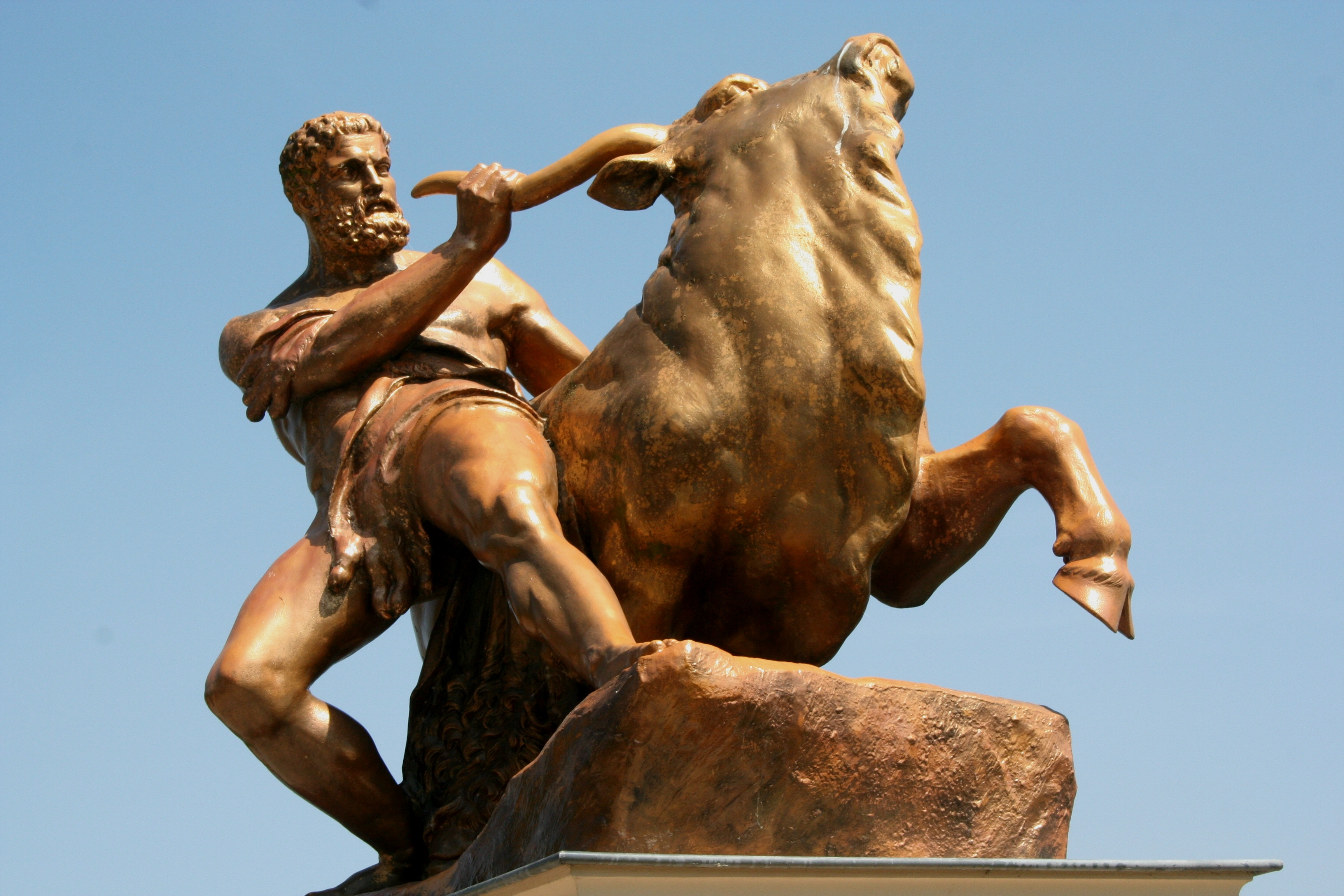
Héraklész és a krétai bika szobra a kastélykertben (Orangerie)
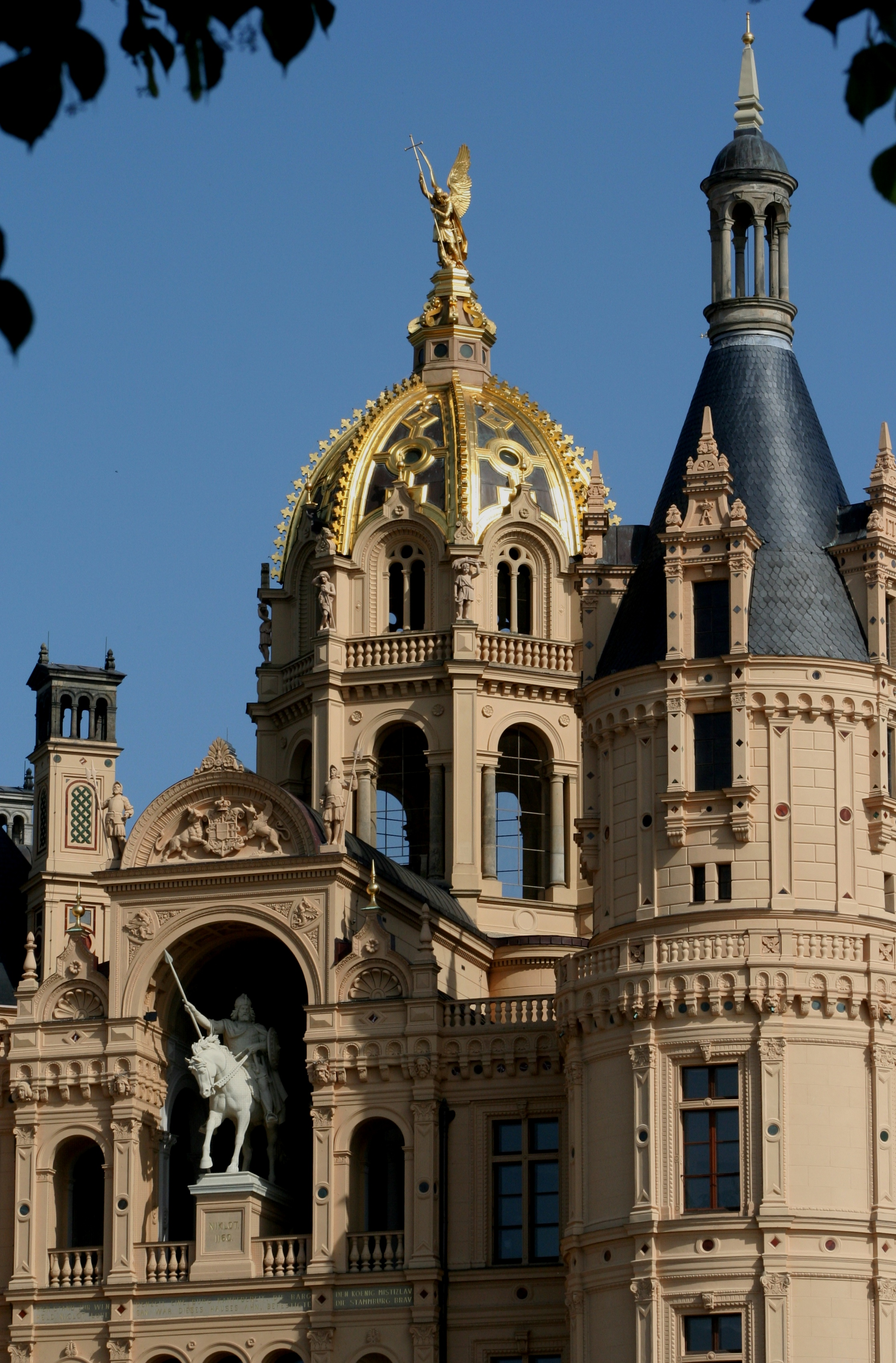
A főhomlokzat I. Niklot és Mihály arkangyal szobrával
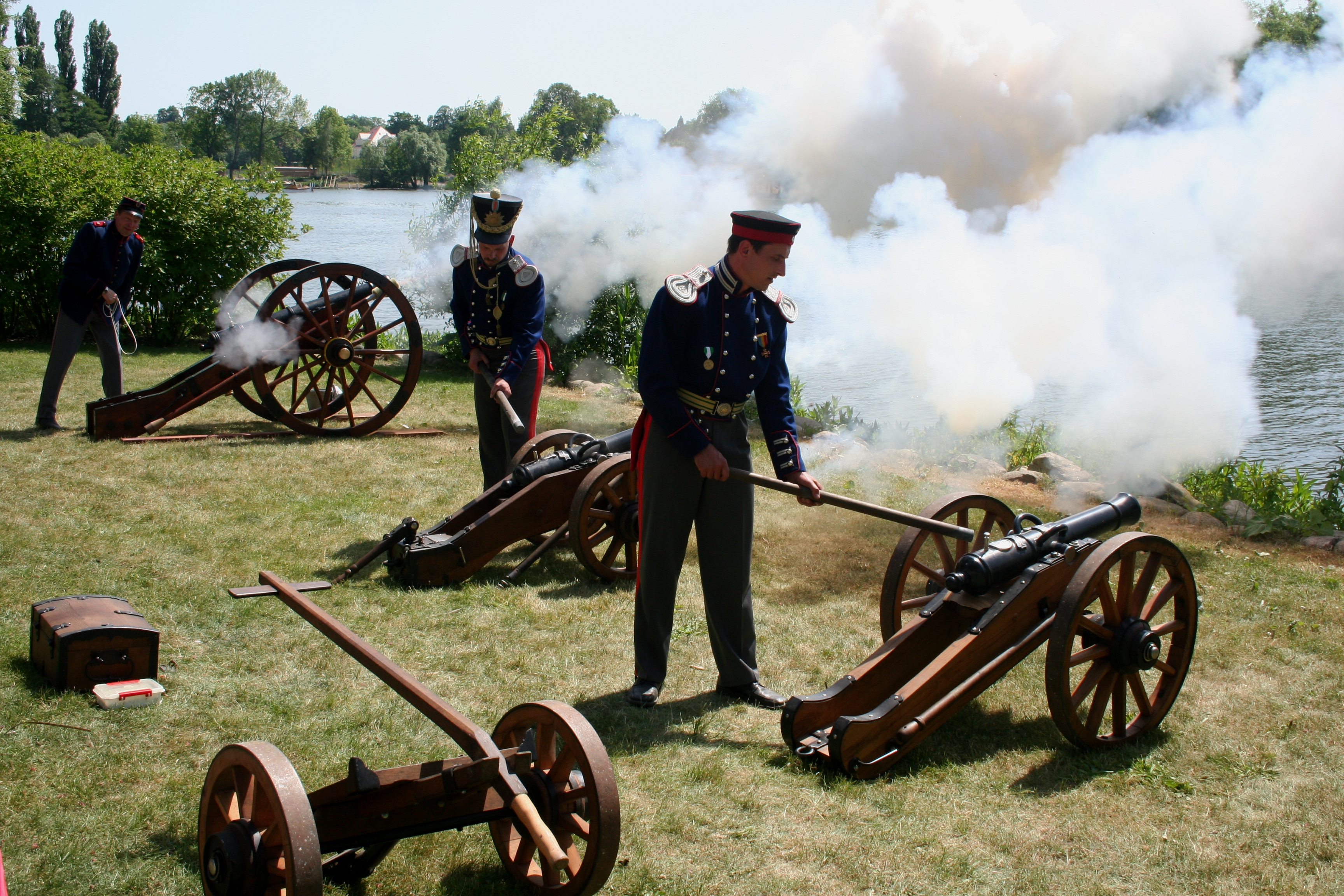
Mecklenburgi csendőröknek öltözött szereplők a 2008-as Schwerini Kastélyünnepen
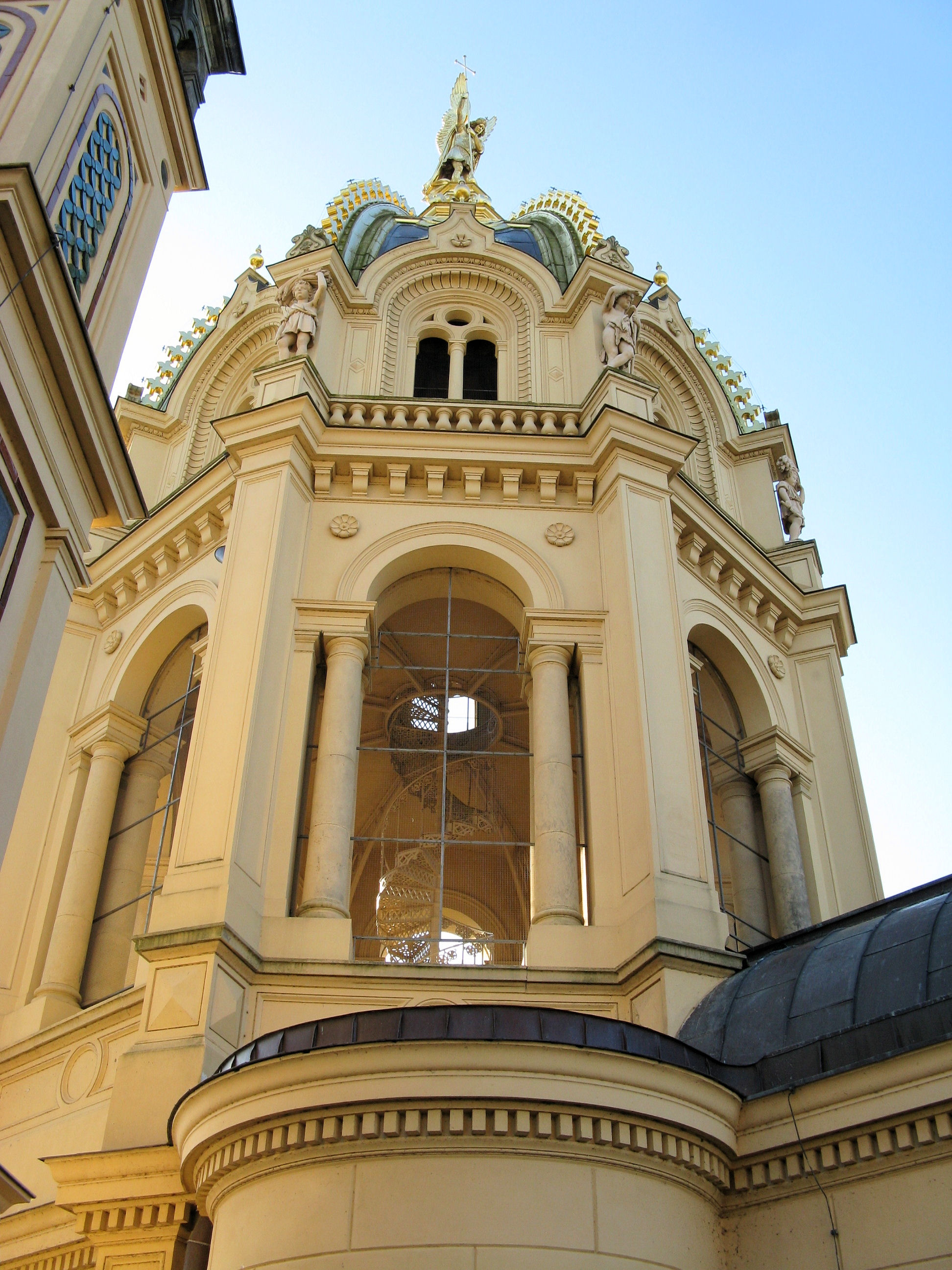
A restaurált kupola
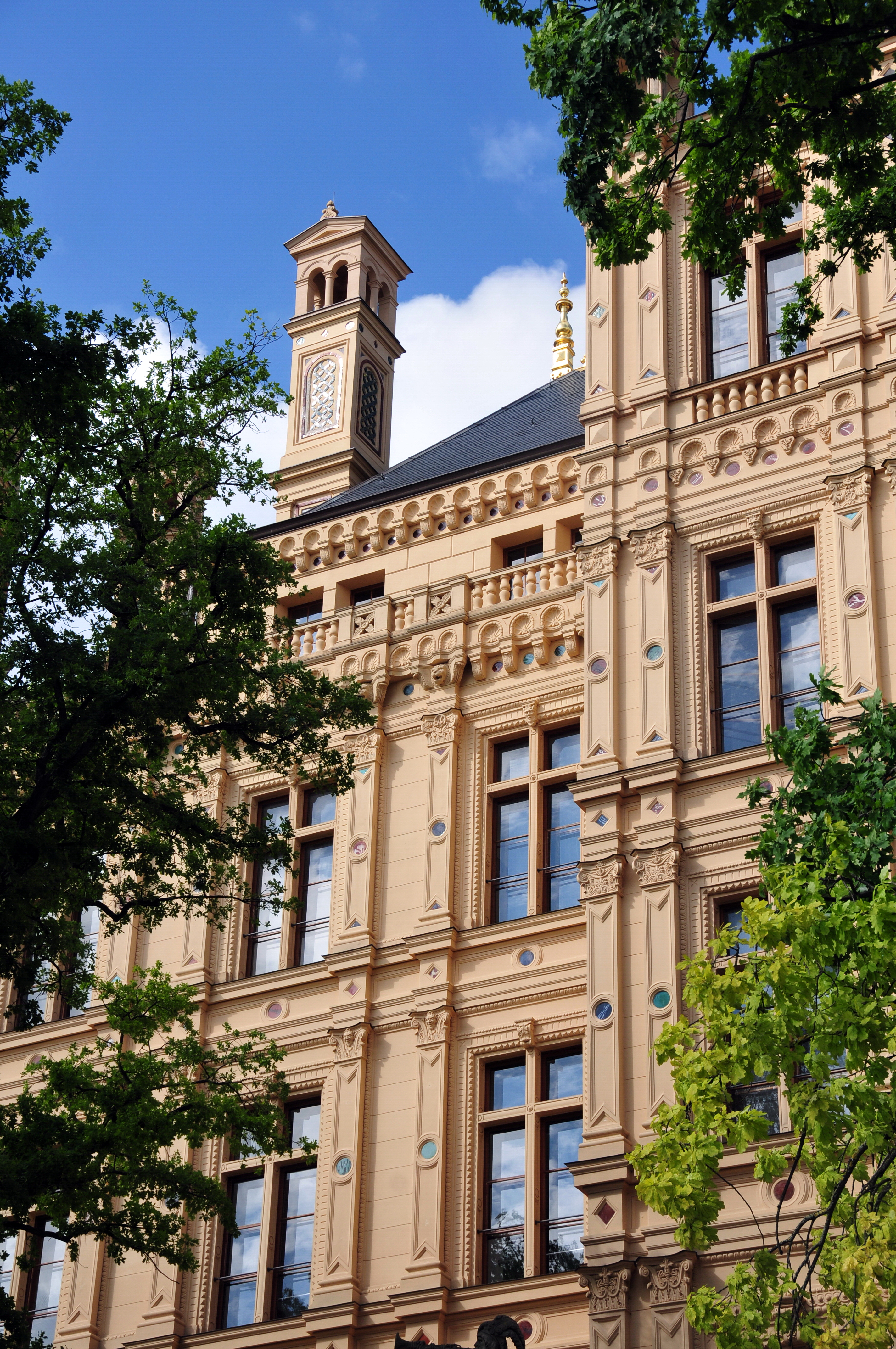
A nyugati homlokzat részlete
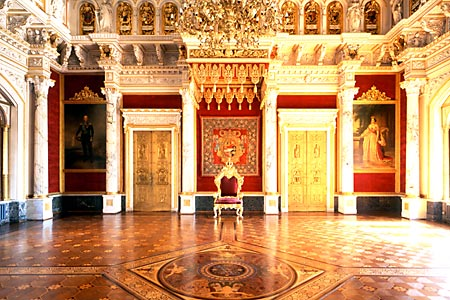
A nagyhercegség trónterme
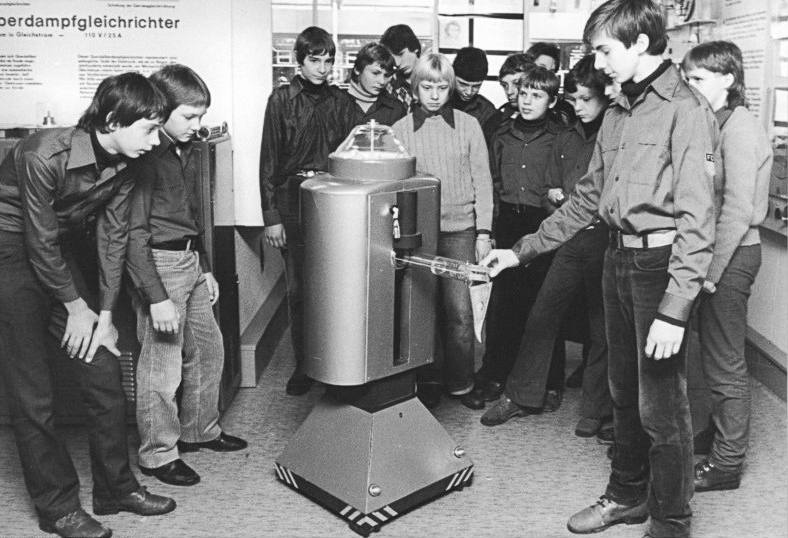
Fiatalok az egykori Műszaki Múzeum robotjával (1982)
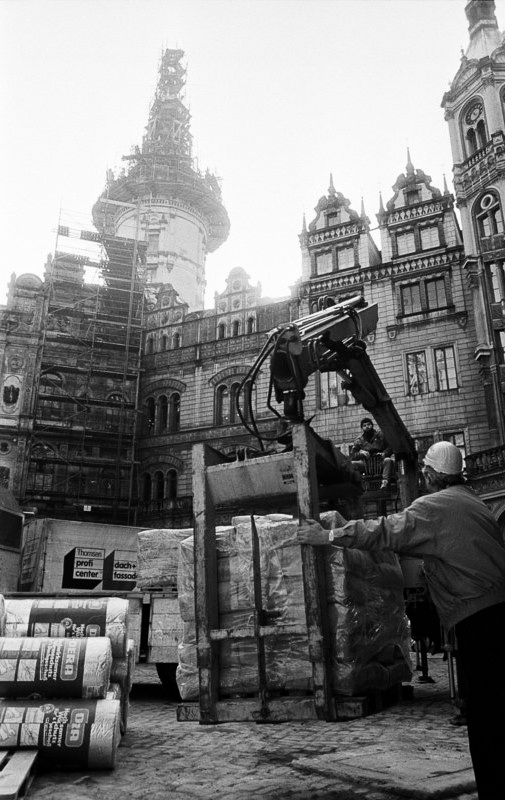
A kastély tatarozása 1990 áprilisában